# Alopia
Alopia is een geslacht van slakken uit de  familie van de Clausiliidae.

## Soorten
De volgende soorten zijn bij het geslacht ingedeeld:
- Alopia alpina R. Kimakowicz, 1933
- Alopia bielzii (L. Pfeiffer, 1849)
- Alopia bogatensis (E. A. Bielz, 1856)
- Alopia canescens (Charpentier, 1852)
- Alopia glauca (E. A. Bielz, 1853)
- Alopia glorifica (Charpentier, 1852)
- Alopia grossuana H. Nordsieck, 1977
- Alopia hirschfelderi H. Nordsieck, 2013
- Alopia lischkeana (Charpentier, 1852)
- Alopia livida (Menke, 1828)
- Alopia maciana Bădărău & Szekeres, 2001
- Alopia mafteiana Grossu, 1967
- Alopia mariae R. Kimakowicz, 1931
- Alopia meschendorferi (E. A. Bielz, 1858)
- Alopia monacha (M. Kimakowicz, 1894)
- Alopia nefasta (M. Kimakowicz, 1894)
- Alopia nixa (M. Kimakowicz, 1894)
- Alopia plumbea (Rossmässler, 1839)
- Alopia pomatias (L. Pfeiffer, 1868)
- Alopia regalis (M. Bielz, 1851)
- Alopia subcosticollis (A. Schmidt, 1868)
- Alopia vicina (M. Kimakowicz, 1894)

### Synoniemen
- Alopia (Alopia) H. Adams & A. Adams, 1855 => Alopia H. Adams & A. Adams, 1855
- Alopia (Alopia) alpina R. Kimakowicz, 1933 => Alopia alpina R. Kimakowicz, 1933
- Alopia (Alopia) bielzii (L. Pfeiffer, 1849) => Alopia bielzii (L. Pfeiffer, 1849)
- Alopia (Alopia) bogatensis (E. A. Bielz, 1856) => Alopia bogatensis (E. A. Bielz, 1856)
- Alopia (Alopia) canescens (Charpentier, 1852) => Alopia canescens (Charpentier, 1852)
- Alopia (Alopia) glorifica (Charpentier, 1852) => Alopia glorifica (Charpentier, 1852)
- Alopia (Alopia) grossuana H. Nordsieck, 1977 => Alopia grossuana H. Nordsieck, 1977
- Alopia (Alopia) hirschfelderi H. Nordsieck, 2013 => Alopia hirschfelderi H. Nordsieck, 2013
- Alopia (Alopia) lischkeana (Charpentier, 1852) => Alopia lischkeana (Charpentier, 1852)
- Alopia (Alopia) livida (Menke, 1828) => Alopia livida (Menke, 1828)
- Alopia (Alopia) mafteiana Grossu, 1967 => Alopia mafteiana Grossu, 1967
- Alopia (Alopia) mariae R. Kimakowicz, 1931 => Alopia mariae R. Kimakowicz, 1931
- Alopia (Alopia) meschendorferi (E. A. Bielz, 1858) => Alopia meschendorferi (E. A. Bielz, 1858)
- Alopia (Alopia) monacha (M. Kimakowicz, 1894) => Alopia monacha (M. Kimakowicz, 1894)
- Alopia (Alopia) nefasta (M. Kimakowicz, 1894) => Alopia nefasta (M. Kimakowicz, 1894)
- Alopia (Alopia) nixa (M. Kimakowicz, 1894) => Alopia nixa (M. Kimakowicz, 1894)
- Alopia (Alopia) plumbea (Rossmässler, 1839) => Alopia plumbea (Rossmässler, 1839)
- Alopia (Alopia) regalis (M. Bielz, 1851) => Alopia regalis (M. Bielz, 1851)
- Alopia (Alopia) straminicollis (Charpentier, 1852) => Alopia straminicollis (Charpentier, 1852) => Alopia livida straminicollis (Charpentier, 1852)
- Alopia (Alopia) subcosticollis (A. Schmidt, 1868) => Alopia subcosticollis (A. Schmidt, 1868)
- Alopia (Alopia) vicina (M. Kimakowicz, 1894) => Alopia vicina (M. Kimakowicz, 1894)
- Alopia (Alopia) microstoma (M. Kimakowicz, 1883) => Alopia (Alopia) regalis microstoma (M. Kimakowicz, 1883) => Alopia regalis microstoma (M. Kimakowicz, 1883)
- Alopia (Kimakowiczia) Szekeres, 1969 => Alopia H. Adams & A. Adams, 1855
- Alopia (Kimakowiczia) glauca (E. A. Bielz, 1853) => Alopia glauca (E. A. Bielz, 1853)
- Alopia (Kimakowiczia) maciana Bădărău & Szekeres, 2001 => Alopia maciana Bădărău & Szekeres, 2001
- Alopia (Kimakowiczia) pomatias (L. Pfeiffer, 1868) => Alopia pomatias (L. Pfeiffer, 1868)
- Alopia (Agathylla) H. Adams & A. Adams, 1855 => Agathylla H. Adams & A. Adams, 1855
- Alopia (Agathylla) biloba A.J. Wagner, 1914 => Agathylla (Agathylla) biloba biloba (A. J. Wagner, 1914) => Agathylla biloba biloba (A. J. Wagner, 1914)
- Alopia (Agathylla) regularis (L. Pfeiffer, 1861) => Agathylla (Agathylla) regularis (L. Pfeiffer, 1861) => Agathylla regularis (L. Pfeiffer, 1861)
- Alopia (Albinaria) => Albinaria Vest, 1867
- Alopia (Albinaria) winneguthi A.J. Wagner, 1914 => Albinaria (Laconica) scopulosa winneguthi (A. J. Wagner, 1914) => Albinaria scopulosa winneguthi (A. J. Wagner, 1914)
- Alopia (Herilla) H. Adams & A. Adams, 1855 => Herilla H. Adams & A. Adams, 1855
- Alopia (Herilla) accedens (Möllendorff, 1873) => Herilla ziegleri accedens (Möllendorff, 1873)
- Alopia (Herilla) bosniensis (v. Vest, 1867) => Herilla bosniensis (v. Vest, 1867)
- Alopia (Herilla) dacica (L. Pfeiffer, 1848) => Herilla ziegleri dacica (L. Pfeiffer, 1848)
- Alopia (Herilla) excedens (O. Boettger, 1909) => Herilla jabucica excedens O. Boettger, 1909
- Alopia (Herilla) exornata A.J. Wagner, 1915 => Herilla bosniensis exornata (A. J. Wagner, 1915)
- Alopia (Herilla) illyrica (Möllendorff, 1899) => Herilla illyrica (Möllendorff, 1899)
- Alopia (Herilla) korabensis A.J. Wagner, 1919 => Triloba thaumasia korabensis (A. J. Wagner, 1919)
- Alopia (Herilla) pavlovici A.J. Wagner, 1914 => Herilla pavlovici pavlovici (A. J. Wagner, 1914)
- Alopia (Herilla) reducta A.J. Wagner, 1919 => Herilla bosniensis bosniensis (v. Vest, 1867)
- Alopia (Herilla) trescavicensis A.J. Wagner, 1914 => Herilla pavlovici trescavicensis (A. J. Wagner, 1914)
- Alopia (Herilla) ziegleri (Küster, 1845) => Herilla ziegleri (Küster, 1845)
- Alopia (Medora) H. Adams & A. Adams, 1855 => Medora H. Adams & A. Adams, 1855
- Alopia (Medora) almissana (Küster, 1847) => Medora almissana (Küster, 1847)
- Alopia (Medora) kutschigi (Küster, 1847) => Medora contracta contracta (Rossmässler, 1842)
- Alopia (Nixa) Szekeres, 1976 => Alopia H. Adams & A. Adams, 1855
- Alopia deaniana A. H. Cooke, 1922 => Alopia livida deaniana A. H. Cooke, 1922
- Alopia nordsiecki Grossu & Tesio, 1973 => Alopia (Alopia) regalis nordsiecki Grossu & Tesio, 1973 => Alopia regalis nordsiecki Grossu & Tesio, 1973
- Alopia straminicollis (Charpentier, 1852) => Alopia livida straminicollis (Charpentier, 1852)
- Alopia valachiensis O. Boettger, 1879 => Alopia (Alopia) glorifica valachiensis O. Boettger, 1879 => Alopia glorifica valachiensis O. Boettger, 1879
- Alopia vranceana Grossu, 1967 => Alopia (Alopia) glorifica vranceana Grossu, 1967 => Alopia glorifica vranceana Grossu, 1967